# Сон (На панщині пшеницю жала)
«Сон (На панщині пшеницю жала)» — вірш Тараса Шевченка, написаний 1858 року у С.-Петербурзі, після його повернення з заслання. Зберіглася велика кількість автографів твору, які мають деякі відміни. Така кількість автографів свідчить, що поетові подобався цей вірш, і він дарував його друзям і знайомим.

## Зміст
Антикріпосницький зміст цього твору, написаного напередодні селянської реформи, коли всі верстви суспільства хвилювало питання про шляхи ліквідації кріпацтва, надавав його публікації особливої злободенності. Тут Шевченко змалював працю кріпачки на панському полі й розкрив суть самої кріпосницької системи як суспільного зла. В першому автографі вірша (в «Щоденнику») після слів «Ще копу дожинать пішла» були рядки: «Остатню, може; бог поможе, то й сон твій справдиться». В першодруку та в інших редакціях вірша (крім «Більшої книжки», де ці слова дописано іншою рукою) їх нема. Автор викинув ці рядки, щоб не створювалося враження, ніби від реформи можна сподіватися справжньої «волі» для селян. У творі привертають увагу контрастність картин дійсності і сну, тонке використання експресивності граматичних категорій і форм та засобів віршової зображальності.

## Автографи, написання та публікація
Зберігся чорновий автограф вірша, та декілька його чистових автографів. Чорновий автограф на звороті офорта «Свята родина». Чистові автографи: у щоденнику Шевченка від 13 липня 1858 року; у «Більшій книжці»; у листі Шевченка до М. Максимович від 22 листопада 1858 року; на окремому аркуші.
Дата автографа у щоденнику Шевченка: «13 июля»; дата автографа у «Більшій книжці»: «1858. С. Петербург».
Вірш датується на підставі часу завершення роботи над офортом «Свята родина» — орієнтовно початком (не пізніше 12) липня 1858 року, місце написання — С.-Петербург.
Примірник офорта «Свята родина», на звороті якого написаний чорновий автограф твору, подаровано Ф. Черненку 16 липня 1858 року; про те, що поет дарував саме офорт, а не текст вірша, свідчить той факт, що дарчий напис виконано на лицьовому боці офорта. Точна дата виконання офорта не відома; робота над ним розпочалася 3 травня, а закінчилася на початку — не пізніше 12 липня — дня, коли Шевченко подарував А. Лазаревській один з естампів офорта з написом «Афанасьи Алексеевни Лазаревской в знак глубокого уважения Т. Шевченко. 12 июля 1858 года». Невдовзі після виконання естампа Шевченко накидав на ньому олівцем чорновий варіант вірша, виправляючи текст у рядках 3, 4, 11 у процесі написання. Незабаром було зроблено виправлення іншим олівцем у рядках 3, 4, 8, 16, 18 і цілком перероблено й переписано наново останні п'ять рядків. 13 липня поет переписав твір до свого щоденника, вже подарованого М. Лазаревському напередодні, в день його іменин — 12 липня 1858 року, зробивши в тексті нові виправлення. Нижній шар правки відповідає тексту чорнового автографа на звороті офорта «Свята родина»; верхній шар виправлень частково перенесено до «Більшої книжки»; після рядка 17 Шевченко дописав три нові рядки, частково повторені і в автографі, надісланому М. Максимович.
Вперше вірш надруковано за невідомим автографом в журналі «Русская беседа» 1859 року (№ 3, стор. 5 — 6) з посвятою Марку Вовчку.
Вірш вперше введено до зібрання творів у виданні: «Кобзарь Тараса Шевченка / Коштом Д. Е. Кожанчикова» 1867 року (СПб., стор. 623—624), за текстом щоденника Шевченка.
Твір активно поширювався в рукописних списках. З невідомого автографа, надісланого Шевченком М. Щепкіну у липні 1858 року (лист не зберігся), В. Аксакова 14 липня 1858 року зробила список твору, що має варіанти:
Пішла собі пошкандибала (3 — 4)
А сина Йвана годувать
Воно сповитеє лежало (5 — 6)
У холодочку під снопом
Попестила і тихим сном (8)
І на своїм веселім полі (15 — 16)
Удвох свою пшеницю жнуть
Та й пробудилась, сповила (19 — 23)
Свого Івасика малого,
Та копу дожинать пішла,
Поки не чути ланового.
Копію з цього списку В. Аксакова надіслала з листом до М. Карташевської від 2 серпня 1858 року.
Від «Більшої книжки» походить список П. Куліша 1860-х років. За першодруком виконано рукописні списки: у збірці «Сочинения Т. Шевченко», 1862 року; у рукописних Кобзарях" 1863—1867 років (випущені в Катеринославі); у «Кобзарі» 1866 року). За «Кобзарем Тараса Шевченка» 1867 року (С.-Петербург) виконано список у збірці Д. Демченка «Кобзарь Тараса Шевченка» 1865 року. За невідомим спільним джерелом виконано списки на вклейці до «Кобзаря» 1860 року та у рукописній збірці без назви невідомою рукою.
Вірш написано у С.-Петербурзі в час, коли особливо загострилася проблема скасування кріпосного права. Той факт, що поет зняв останні два рядки, які написав у щоденнику, свідчив про його ставлення до поширених у тогочасній суспільній думці надій на справедливе розв'язання «селянського питання» згори. Будучи гранично актуальним, твір набув широкого розголосу.